# Andrzej Dyszak (językoznawca)
Andrzej Stanisław Dyszak  (ur. 15 października 1956 w Bydgoszczy) – językoznawca, prof. dr hab.
Absolwent II Liceum Ogólnokształcącego im. Mikołaja Kopernika w Bydgoszczy (1971-1975) i Wyższej Szkoły Pedagogicznej w Bydgoszczy (1975-1979). Pracownik naukowy Uniwersytetu Kazimierza Wielkiego w Bydgoszczy, prof. zw.; 2002-2007 dyrektor Instytutu Filologii Polskiej, 2007-2013 kierownik Centrum Nauczania Języka Polskiego dla Obcokrajowców, obecnie kierownik Katedry Gramatyki i Semantyki (wcześniej Zakład Gramatyki Współczesnego Języka Polskiego). W latach 1995–2006 prezes Oddziału Bydgoskiego Towarzystwa Miłośników Języka Polskiego. Prof. zw. w Państwowej Wyższej Szkole Zawodowej w Koszalinie (2010-2014). Redaktor naukowy czasopisma "Linguistica Bidgostiana" (2004-2012, Wydawnictwo UKW), obecnie serii wydawniczej "Linguistica Bidgostiana. Series Nova" (2015-, Wydawnictwo BEL Studio w Warszawie). Rzeczoznawca MEN ds. podręczników szkolnych (opinie językowe) i programów nauczania języka polskiego.
Przedmiotem jego zainteresowań naukowych jest semantyka, składnia i morfologia (fleksja i słowotwórstwo) współczesnego języka polskiego oraz kształcenie językowe w szkole (szkolna nauka o języku), gwara miejska Bydgoszczy i gwary środowiskowe (socjolekty).

## Najważniejsze publikacje
- 1992: Orzeczenia analityczne z wykładnikami predykatów przykrych doznań fizycznych we współczesnej polszczyźnie, WSP Bydgoszcz
- 1992: Orzeczenia syntetyczne wyrażające cierpienia fizyczne we współczesnym języku polskim, WSP Bydgoszcz
- 1997: Fonetyczny i fonologiczny opis współczesnej polszczyzny, WSP Bydgoszcz (współautor)
- 1999: Językowe wyrażenia zjawisk emisji światła, WSP Bydgoszcz
- 1999: Mały słownik rzeczowników osobliwych, Kraków - Warszawa
- 2002: Język ojczysty w szkole podstawowej i w gimnazjum, Akademia Bydgoska
- 2007: Mały słownik rzeczowników osobliwych - wydanie poprawione i uzupełnione, Warszawa
- 2007: Mały słownik czasowników osobliwych, Warszawa
- 2009: Od głoski do zdania, UKW Bydgoszcz
- 2010: Językowe wyrażenia zjawisk jasności i ciemności, UKW Bydgoszcz
- 2008: Jak mówili bydgoszczanie, Towarzystwo Miłośników Miasta Bydgoszczy
- 2015: Gwara miejska bydgoszczan, UKW Bydgoszcz (książka wyróżniona w konkursie o Nagrodę Stowarzyszenia Wydawców Szkół Wyższych im. ks. Edwarda Kudełki, Poznań 2016 - podczas odbywających się od 15 do 17 listopada jubileuszowych 20. Poznańskich Dni Książki nie tylko Naukowej)

## KartaIPN– Komisja Ścigania Zbrodni Przeciwko Narodowi Polskiemu
W latach 1976–1979 (daty skrajne jednostki archiwalnej) funkcjonował jako TW Krzysztof, stare sygnatury 24643/I, obecna sygnatura archiwalna IPN By 00105/552. Aktotwórca - Wojewódzki Urząd Spraw Wewnętrznych w Bydgoszczy. Archiwum - IPN Komisja Ścigania Zbrodni Przeciwko Narodowi Polskiemu - delegatura w Bydgoszczy.